# Louis Duport (archéologue)
 (juillet 2018).
Pour les articles homonymes, voir Louis Duport (homonymie) et Duport.
Louis Duport, né le 11 février 1925 à Ligugé et mort le 20 mai 2016 à Saint-Michel,, est un préhistorien charentais. 

## Biographie
Fonctionnaire de police, il a entamé sa carrière d’archéologue en participant aux fouilles du site de la Chaise à Vouthon en Charente, dirigées par le préhistorien Pierre David. À l'invitation du Pr Jean Piveteau, il s’est ensuite consacré au site du Petit Puymoyen et à ceux de la vallée des Eaux-Claires près d'Angoulême. Autodidacte passionné, il a repris en mains les fouilles du site de la grotte de Montgaudier à Montbron, en 1966. Son travail acharné et rigoureux a permis de préserver ce site, dont il a inventorié, classifié les découvertes déjà faites, et il y a conduit de nouvelles fouilles. Il a découvert les gravures pariétales d'une galerie de la grotte du Placard à Vilhonneur. Homme de sciences, il a organisé des échanges  avec des archéologues du monde entier, et il a consacré une part importante de son travail à favoriser l’accès du plus grand nombre à la préhistoire. Il a été l’organisateur d'expositions ouvertes au grand public et aux organismes scolaires, et a contribué à la préservation et à la mise en valeur du patrimoine archéologique de la Charente dont il a été nommé archéologue départemental, en 1979.
Conservateur au musée de la Société archéologique et historique de la Charente, dont il devint deux fois le président, il a aussi été à l’origine de la création d'une salle d'exposition permanente de préhistoire à La Rochefoucauld (maintenant fermée). Il est l’auteur et coauteur d'articles et monographies sur la préhistoire charentaise. Homme de communication, il a favorisé le développement des médias locaux, notamment lors de la création, à Angoulême, de la radio RLC, en 1981 (devenue Radio Marguerite en 1982). Humaniste, il a contribué à replacer la préhistoire dans une réflexion élargie sur l’être humain, le spirituel et l’artistique, notamment par l'exposition "L'Homme préhistorique et la Mort" dont il a été le commissaire scientifique. Ancien combattant, Louis Duport était chevalier de la Légion d'honneur, officier de l'ordre national du Mérite[réf. nécessaire], et président honoraire de la section Charente de l’ONM.

## Œuvres
- 1965 : Les gisements moustériens de l'abri Commont, de la grotte Simard et de la grotte Castaigne, rédigé avec Bernard Vandermeersch, in la revue Quaternaire, p. 189-192.
- 1977 : 1966-1976, les différentes civilisations préhistoriques dans le gisement de Montgaudier, du Paléolithique inférieur au Paléolithique supérieur, Angoulême - Musée de la Société archéologique et historique de la Charente
- 1983 : Gravures magdaléniennes de Montgaudier - commune de Montbron - Charente, rédigé avec Dominique Visset (Poitiers)
- 1986 : L'homme préhistorique et la mort (sous la dir. de Louis Duport) La Rochefoucauld, Conseil général de la Charente
- 1988 : La grotte du Placard, commune de Vilhonneur (Charente) – Découverte d’une galerie ornée, Bulletins et Mémoires de la S.A.H.C.
- 1989 : L'Homme, l'outil et l'art préhistorique, La Rochefoucauld
- 1993 : Réponse à André Debénath, Bulletin de la Société préhistorique française, 1993, 90-1, p. 4-5.
- 1999 : Un siècle de recherches préhistoriques en Charente. La Charente paléolithique dans son contexte régional, par Jean Airvaux, Louis Duport, François Lévêque (La Rochefoucauld).